# Tabu (książka)
Tabu – powieść Jacka Bocheńskiego pisana w latach 1963–1964 i wydana po raz pierwszy w 1965 roku nakładem wydawnictwa Czytelnik. Jest to książka psychologiczna poruszająca problematykę odwiecznego tabu, które nakłada na ludzi pewne wzory zachowań; odbieganie od normy staje się przyczyną klęski.

## Opis treści
Na treść powieści składają się trzy opowiadania: wyznania trzech kobiet, Hiszpanek, które łączy posiadanie wspólnego imienia – Dolores. Każda z tych Dolores poznała mężczyznę o imieniu Diego, w którym się zakochała i przez którego została porzucona; tabu stanęło na przeszkodzie miłości. Poznajemy więc zbiegłą zakonnicę, porzuconą przez wędrownego poetę, zeznającą przed trybunałem Świętej Inkwizycji w średniowiecznej Hiszpanii, a także aktorkę porzuconą przez uchodźcę, malarza-komunistę, składającą zeznania przed prefektem policji francuskiej w czasie wojny domowej w Hiszpanii i wreszcie zwierzającą się lekarzowi psychiatrze modystkę porzuconą przez jubilera, kobietę żyjącą w bliżej nieokreślonej teraźniejszości. Każdy z porzucających mężczyzn nieco inaczej odbiera rolę tabu w swoim życiu, ale za każdym razem tabu góruje nad człowiekiem i zwycięża.

## Adaptacje
Powieść została zaadaptowana przez reżysera Jerzego Markuszewskiego i wystawiona jako monodram z Kaliną Jędrusik w roli trzech Dolores. Premiera miała miejsce w STS w Warszawie 11 maja 1965 roku.
Inne w języku polskim:
- Teatr im. Stefana Żeromskiego, Mała Scena, Kielce, 1966,
- Teatr im. Stefana Jaracza, Olsztyn – Elbląg, 1966, reż. Jerzy Grzegorzewski, wyk. Ewa Kozłowska,
- Teatr 13 Muz, Szczecin, 1966, inscen. Janusz Marzec, wyk. Ludmiła Legut,
- Teatr Krypta, Szczecin, 1973,
- Teatr na Woli, Warszawa, 1977, wyk. Dorota Stalińska,
- Państwowy Teatr Nowy im. G. Morcinka, Mała Scena, Zabrze, 1981,
- Teatr im. Mickiewicza, Częstochowa, reż. Piotr Obracaj, wyk. Czesława Monczka – wyk. 9 października 1982,
- Państwowy Teatr Dramatyczny, Częstochowa, 1984,
- TVP2, 1991, reż. Jerzy Markuszewski, wyk. Ewa Błaszczyk.

W języku niemieckim:
- Tabu Zwei Mal, Die Spielvögel, Graz. 1968, premiera austriacka, wyk. Eva Kopp, reż. Harald Kopp.
- Tabu, Kammertheater, Zurych, premiera 24 września 1972, wyk. Aviva Joel Pestalozzi, Irene Fritschi, Heidi Walter-Stokowa, asyst. Gian R. Gianotti, inscen. Zbigniew Stok.
- Tabu, Cassiopeia Theater, Kolonia, 2001, reż Christos Nicopulos, wyk. Claudia Hann, Michaela Kametz, Mari Mittler.

## Nagrody
- 1965: Nagroda Honorowa Radia Wolna Europa za najlepszą książkę krajową.

## Wydania
- Czytelnik, Warszawa 1965, 1971
- Niezależna Oficyna Wydawnicza, Łódź 1992.

### Tłumaczenia
Powieść przetłumaczona została na języki:
- angielski (Tabu – Part one of a novel, [w:] Tri Quarterly, Nortwestern University, 1967).
- estoński (Tallin, Loomingh, 1969),
- niemiecki (Roman, Prosa Viva, Carl Hanser Verlag, München, 1966. Hamburg, Vertriebsstelle, u. Verlag Deutscher Bühnenschriftsteller, 1967)
- słowacki (Rudolf Turna tłum., Bratislava: Kniźnica Slovenského Spisovatel’a, 1971).
- japoński (tłum. Kazuo Yonekawa, Kōbunsha, jako część Tengoku no mon, 1985).